# Walzentrocknung
Die Walzentrocknung ist eine Methode aus der Verfahrenstechnik zur Trocknung von Lösungen, Suspensionen oder pastösen Massen. Neben der Sprühtrocknung stellt sie insbesondere ein wichtiges Verfahren in der Lebensmittelindustrie zur Herstellung von Kartoffel-, Ei- und Milchpulver dar.

## Vorbereitung
Da bei der Pulverherstellung die Konzentration der gelösten und dispergierten Stoffe in der Milch steigt, muss die Milch eine hohe Stabilität aufweisen. Ansonsten können sich die Proteine destabilisieren und ausfallen. Es darf keine Kontamination mit Metall-Ionen, insbesondere Kupfer, vorhanden sein. Die Keimzahl-Anforderungen sind zu beachten. Die Milch wird in der Reinigungszentrifuge von Schmutzpartikeln befreit, wird gekühlt und anschließend kühl gelagert. Je nach Pulverart wird ein Teil oder alles Milchfett als Rahm abzentrifugiert.
Es folgt eine Hitzebehandlung, die verschiedene Ziele verfolgt:
- Alle pathogenen Bakterien (siehe Pathogenität) inaktivieren und die Keimzahl insgesamt reduzieren
- Inaktivieren der Enzyme, insbesondere der Lipase

Hoch-Kurzzeitverfahren sind zu bevorzugen, da die gewünschten Effekte schonender erreicht werden und dabei vermehrt antioxidative Substanzen gebildet werden. Ebenso ist die Löslichkeit des Pulvers bei Verwendung eines Hoch-Kurzzeitverfahrens besser. Häufig wird auf 88–95 °C während 15–30 Sekunden erhitzt, manchmal mit Temperaturen bis 130 °C.
Anschließend gelangt die Milch in die Eindampfanlage. Unter Vakuum wird Wasser bei Temperaturen von 45–75 °C schonend abgedampft, bis eine Konzentration von 33–35 % bzw. 40–50 % an Milchtrockensubstanz erreicht wird. (Der erste Bereich gilt für anschließende Walzentrocknung, der zweite für anschließende Sprühtrocknung.) In den Eindampfanlagen wird Energie durch mehrfache Nutzung effizient eingesetzt. Die Milch und das entstehende Milchkonzentrat verweilen dank der Dünnfilmtechnik nur sehr kurz in der Anlage bei erhöhter Temperatur.

## Walzentrocknung
Milchkonzentrat von 30 bis 35 % Trockensubstanz wird in dünner Schicht auf die sich drehenden Trocknungswalzen (Einwalzen-, Zweiwalzen- und Mehrwalzentrockner) aufgetragen. Diese sind von innen mit Dampf beheizt und weisen eine Temperatur von bis zu 145 °C auf. In weniger als 3 Sekunden ist ein Restwassergehalt von nur 4 % erreicht und die getrocknete Milch wird mit Messern von den Walzen abgeschabt. Die Pulverblätter fallen in eine Förderschnecke und werden anschließend in einer Hammermühle zerkleinert, gekühlt, gesiebt und dann verpackt. Walzentrocknungsanlagen sind im Vergleich zu Sprühtrocknungsanlagen relativ kompakt und in der Investition günstiger. Aufgrund des Trocknungsverfahrens sind die Partikel bei der Walzentrocknung schuppenartig-flach.

### Veränderungen durch die Walzentrocknung
Bei der Walzentrocknung von Milch gehen gewisse irreversible Änderungen vor sich. Die hohen Temperaturen bewirken eine Denaturierung der Milchproteine, eine Karamellisierung von Lactose und Bräunung durch Maillard-Reaktion, wobei die essentielle Aminosäure L-Lysin teilweise inaktiviert wird. Walzengetrocknetes Pulver hat wegen der Proteindenaturierung eine schlechtere Löslichkeit in Wasser als sprühgetrocknetes Pulver. Für gewisse Anwendungen sind die Eigenschaften von walzengetrocknetem Milchpulver vorteilhaft, wie z. B. bei der Schokoladeherstellung. Daher wird für die Herstellung von Milch- und Eipulver  überwiegend das schonendere Verfahren der Sprühtrocknung verwendet.